# Taeniidae
Taeniidae – rodzina tasiemców (Cestoda) zaliczana do rzędu Cyclophyllidea. Wszystkich jej przedstawicieli cechuje główka (scolex) z czterema przyssawkami.
Do rodziny zalicza się następujące rodzaje:
- Taenia
- bąblowiec (Echinococcus)

Według innego ujęcia taksonomicznego gatunek Taenia taeniaeformis wydzielany jest do osobnego rodzaju Hydatigera.